# Marie Kinsky von Wchinitz und Tettau
Marie-Aglaë Liechtenstein, właśc. Marie Aglaë Bonaventura Theresia von und zu Liechtenstein, urodzona jako Marie Kinsky von Wchinitz und Tettau (ur. 14 kwietnia 1940 w Pradze, zm. 21 sierpnia 2021 w Grabs) – księżna Liechtensteinu w latach 1989-2021, żona księcia Jana Adama II.

## Życiorys
Przyszła księżna Liechtensteinu przyszła na świat 14 kwietnia 1940 w Pradze, w czasie, gdy Czechy znajdowały się pod protektoratem III Rzeszy, jako córka hrabiego Karola Ferdynanda von Wchinitz und Tettau z rodu Kinsky i jego żony Henrietty. W 1945 jej rodzina uciekła z Czech i osiedliła się w Badenii-Wirtembergii. Od 1946 do 1949 uczęszczała do szkoły podstawowej w Ering am Inn, a w 1950 trafiła do szkoły z internatem prowadzonej przez benedyktynki św. Loby w Wald, gdzie ukończyła gimnazjum w 1957 roku. Po ukończeniu szkoły wyjechała na krótko do Anglii, gdzie uczyła się angielskiego. Następnie studiowała grafikę reklamową na Uniwersytecie Monachijskim, a po studiach z dyplomem pracowała w drukarni w Dachau jako graficzka.
W 1965 roku zaręczyła się z przyszłym mężem – Janem Adamem II Liechtensteinem, którego poślubiła dwa lata później w katedrze Św. Floryna w Vaduz – 30 lipca 1967 roku. Wstąpiła na tron z mężem 13 listopada 1989 roku i miała wraz z nim czworo dzieci:
- księcia dziedzica Alojzego (ur. 1968) – koregent Liechtensteinu od 2004 roku.
- księcia Maksymiliana (ur. 1969)
- księcia Konstantyna (1972-2023)
- księżniczkę Tatianę (ur. 1973)

Jako księżna, podobnie jak swoja poprzedniczka Georgina, mocno angażowała się w sprawy społeczne i życie kulturalne na terenie Księstwa. W latach 1985–2005 przewodniczyła Liechtensteińskiemu Czerwonemu Krzyżowi. Udzielała się również w Stowarzyszeniu Pomocy w Edukacji Specjalnej oraz Stowarzyszeniu Pomocy Rodzinie.
18 sierpnia 2021 roku Dom Książęcy Liechtensteinów podał do publicznej informacji wiadomość o udarze mózgu księżnej, w wyniku którego trafiła do szpitala w szwajcarskim Grabs. Po trzech dniach hospitalizacji 21 sierpnia 2021 roku księżna zmarła w wieku 81 lat. Po jej śmierci w Liechtensteinie zarządzono siedmiodniową żałobę narodową i odwołano wiele wydarzeń publicznych na znak szacunku. Ceremonia pogrzebowa odbyła się 28 sierpnia w Katedrze Św. Floryna w stolicy Księstwa – Vaduz i uczestniczyli w niej jedynie zaproszeni goście. Mieszkańcy Księstwa mogli jednak obserwować uroczystość pośrednio, ponieważ była ona transmitowana przez kanał 1. FLTV.